# تأسیسات پروازی ولوپس
مرکز پرواز والوپ (به انگلیسی: Wallops Flight Facility) یک مرکز ناسا واقع‌شده در جزیره والوپ، ویرجینیا، ایالات متحده آمریکا است. این مرکز ناسا در سال ۱۹۴۵ به‌منظور پرتاب موشک و پشتیبانی از دانش اکتشافات مأموریت‌های ناسا و دیگر سازمان‌های دولتی ایالات متحده آمریکا ایجادشد.

## نگارخانه

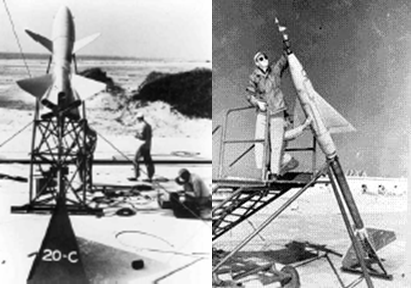
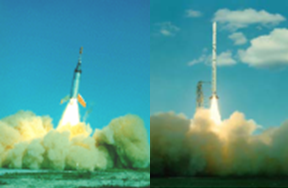
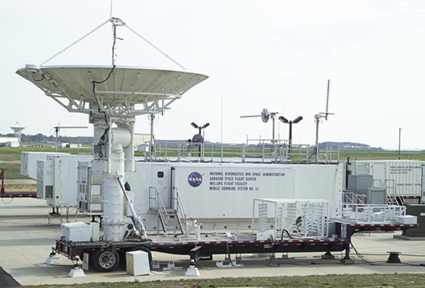
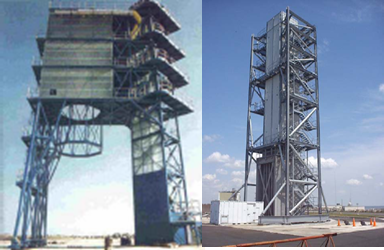
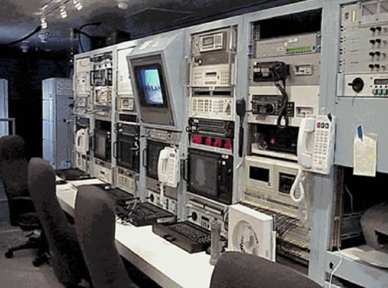
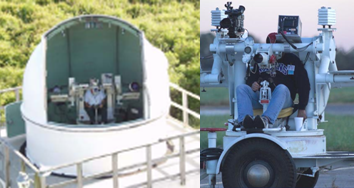
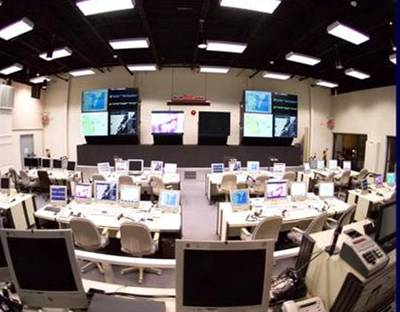
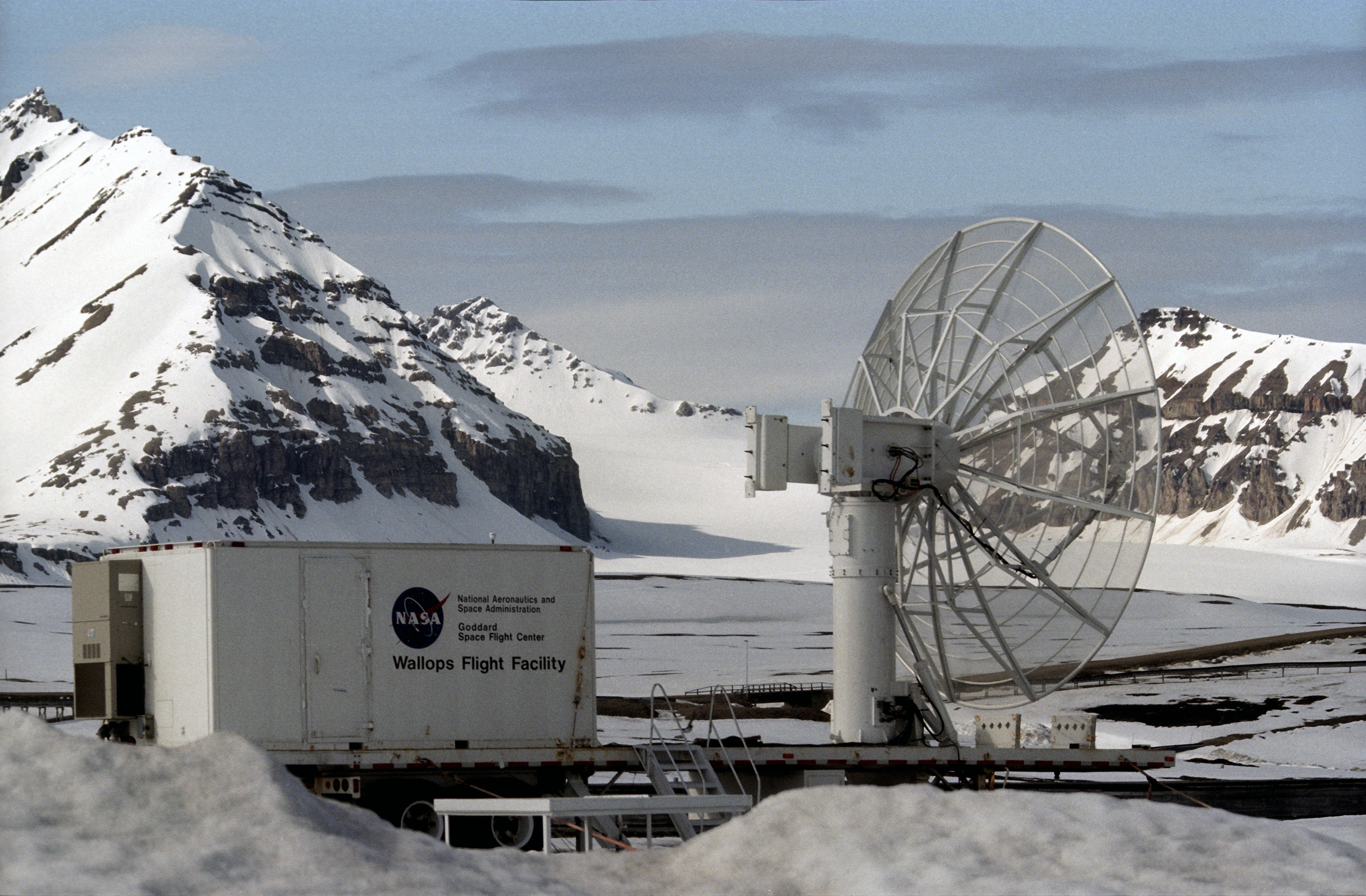